# Burhan Cahit Doğançay

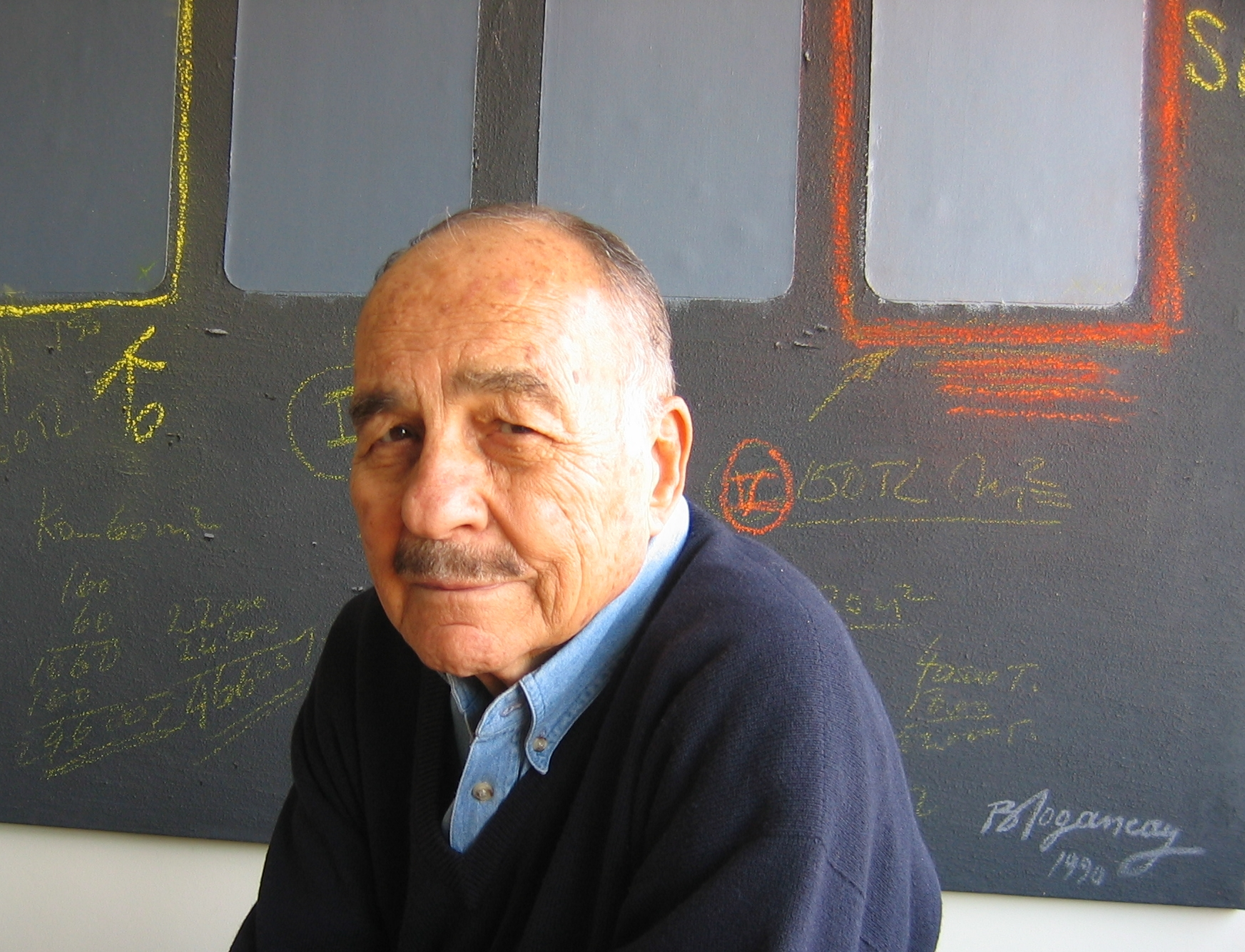
Burhan Doğançay im Doğançay Museum, vor 2011

Burhan Cahit Doğançay (* 11. September 1929 in Istanbul; † 16. Januar 2013 ebenda) war ein türkisch-US-amerikanischer Maler und Fotograf. Er lebte in New York City und Istanbul.

## Leben
In künstlerischen Belangen wurde Doğançay schon früh von seinem Vater, dem türkischen Maler Adil Doğançay, sowie dem Maler Arif Kaptan ausgebildet. Nach Abschluss eines Studiums der Rechtswissenschaften an der Universität Ankara ging er Anfang der 1950er Jahre nach Paris, um an der Universität von Paris im Fach Wirtschaftswissenschaften zu promovieren und nebenbei an der Académie de la Grande Chaumière Kunst zu studieren. Nach einer kurzen Karriere im diplomatischen Dienst, die ihn 1962 nach New York brachte, beschloss Doğançay 1964 sich in New York permanent niederzulassen und sich voll und ganz der Kunst zuzuwenden. In seinen späten Jahren lebte er auch teilweise im türkischen Turgutreis.

## Werk
Doğançay machte städtische Mauern und Wände zum Thema seiner Kunst. Er verstand sie als „Dokumente des jeweiligen Klimas und Zeitgeistes, als Chiffren des sozialen, politischen und wirtschaftlichen Wandels“. Wände haben eine besondere Bedeutung für den Künstler – die Wandlung von Wänden in Kunst war seine Passion. Es interessierte ihn, die Wände aus der für den Betrachter gewohnten Umgebung/Position zu entfernen und in einen ästhetischen Gegenstand zu verwandeln. Doğançay versteht sein Werk jedoch nicht als reine Abbildung urbaner Mauern; seine Malweise ist an sein Gefühlsleben gebunden, was mitunter eine subjektiv Auslegung zulässt.
Wesentlich für Dogancays Werk ist der serielle Charakter und die Überhöhung des Charakteristischen zu ornamentalen Mustern. Darin formuliert er die rekontextualisierte Dekonstruktion von Positionen um die Nouveau Réalistes, deren neue Realität in der Überwindung der Kluft zwischen Kunst und Leben bestand. Eine Seite seiner schöpferischen Natur zeigt sich im hartnäckigen Ringen um die malerische, graphische und skulpturale Form, die ständige Weiterentwicklung, Verfeinerung, Ausfächerung. Die andere Seite seiner künstlerischen Persönlichkeit ist die eines polyglotten, weltoffenen Wanderers zwischen kulturellen Welten. Die Eindrücke seiner zahlreichen Reisen flossen oft in seine Werke ein. 
Doğançay erhielt vielerlei Auszeichnungen, darunter auch einen Preis für sein Lebenswerk, verliehen durch den türkischen Präsidenten.

### Walls of the World (Fotografie)
Mitte der 1970er Jahre begann Doğançay städtische Mauern und Wände zu fotografieren. Nach fast vier Jahrzehnten umfasst seine Sammlung rund 30'000 Fotografien aus mehr als hundert Ländern. 1982 organisierte das Centre Georges-Pompidou in Paris unter dem Titel Les Mures Murment, Ils Crient, Ils Chantent … („Die Mauern flüstern, sie schreien, sie singen …“) eine Einzelausstellung mit seinen Fotografien. Doğançays Aufnahmen sind ein Archiv unserer Zeit und die Grundlage für seine Gemälde, die ebenfalls unsere Zeit dokumentieren. Nicht aus Einfallslosigkeit, sondern weil er in einem einzigen Motiv das ganze Spektrum der Conditio Humana vorfindet. 
Neben den Mauern wandte sich Doğançay in der Fotografie der Brooklyn Bridge zu, bei deren Renovierung 1986 er mit den Arbeitern auf die Brücke kletterte, um sie in allen Details fotografieren zu können.

### Malerei und Collagen
Anfänglich bearbeitete Dogancay das Thema „Urbane Wände“ mittels seines bevorzugten Mediums Collage. Die wichtigsten Bestandteile dafür sind die Plakate und Objekte/Bruchstücke, die er von und bei den Mauern sammelte und teilweise durch das Mittel der „Fumage“ (das Schwärzen durch die Rußspur einer Kerze) bearbeitete. Doğançay bildete Mauern nach und arbeitete in Serien. Er nahm sich die Freiheit seine Kunst ohne Seitenblicke nur aus den inneren Gesetzmäßigkeiten des eigenen Werks zu entwickeln. Er verwendete, ganz im Sinne der Pop Art, Versatzstücke des Alltags und begann Plakate oder Werbematerial Schicht für Schicht zu überlagern. 
Seine 1969 am Tamarind Institute in Los Angeles entstandenen Lithographien verdeutlichen den Kampf für eine neue kompositorische Ordnung. In den 1970er und 1980er Jahren entstand aus seiner Interpretation der städtischen Wände die Serie Ribbons („Bänder“), die zu seinem Markenzeichen wurde, deren einzelne Werke, im Kontrast zu den collagierten Plakatstücken, aus sauberen Acrylstreifen und deren kalligraphisch geformten Schattenwürfen bestehen. Grundlage waren dreidimensionale Maquetten, mit der Doğançay zeigte, wie die Technik der Collage aus der Zweidimensionalität auf den Raum übergreift und später auch den Anstoß zu Schattenskulpturen aus Alucobond und Aluminium sowie Aubusson-Wandteppichen gaben.

## Doğançay-Museum
2004 eröffnete Doğançay das erste zeitgenössische Museum der Türkei, das Doğançay-Museum im Istanbuler Stadtteil Beyoğlu. Das Museum zeigt ca. 100 von Doğançays Werken aus seinen bedeutendsten Schaffensperioden. 

## Werke in Museen (Auswahl)
- 1964: Billboard, The Solomon R. Guggenheim Museum, New York
- 1964: Yankees and Beatles, London, Tate Gallery of Modern Art
- 1965: Eddie, Vienna, Albertina
- 1966: Peace of Mind, Kunsthalle Mannheim
- 1966: J. Payn Window, Walker Art Center, Minneapolis
- 1969: New York Puzzle, Staatsgalerie Stuttgart
- 1969: untitled, Washington, National Gallery of Art
- 1969: Walls V, New York, Museum of Modern Art
- 1975: White Cone & Shadow, Kunstmuseum Basel
- 1979: Lofty Ribbons, British Museum,  London
- 1980: Long Lost Ribbons, Wien, mumok stiftung ludwig
- 1982: Ribbon Mania,  Metropolitan Museum of Art, New York
- 1987: Magnificent Era, Istanbul, İstanbul Modern
- 1989: Kinder, Sprengel Museum Hannover
- 1989: Versace Man, Los Angeles, Los Angeles County Museum
- 1989: Neruda, Stockholm, Moderna Museet
- 1992: I Am Really Old, Museum der Moderne Salzburg
- 1997: Garden of Eden, Pinakothek der Moderne, München
- 2002: Red Ada, Musée d’Art et d’histoire, Genf
- 2008: Peace Partners, Cleveland, Cleveland Museum of Art
- 2009: Rising Star, Museum of Fine Arts, Boston

## Auszeichnungen
- 2005: Contribution to the Arts Award verliehen durch International Contemporary Art Exposition, İstanbul
- 2005: Art Honor Award verliehen durch Art Forum Plastic Arts Fair, Ankara
- 2004: Ehrendoktor der Hacettepe-Universität, Ankara
- 2004: Painter of the Year Award verliehen durch Sanat Kurumu, Ankara
- 1995: National Medal for the Arts for Lifetime Achievement & Cultural Contribution verliehen durch den Präsidenten der Türkischen Republik
- 1992: Medal of Appreciation verliehen durch das Russische Kulturministerium
- 1984: Enka Arts & Science Award, İstanbul
- 1969: Tamarind Lithography Workshop Fellowship, Los Angeles
- 1964: Certificate of Appreciation verliehen durch die Stadt New York

## Ausstellungen

### Einzelausstellungen (Auswahl)
- 1976: Istanbul: Gallery Baraz. Burhan Dogançay
- 1977: Zürich: Kunstsalon Wolfsberg. Acrylmalereien und Gouachen 1966–1976
- 1982: Paris: Centre Georges Pompidou. Les murs murmurent, ils crient, ils chantent…
- 1983: Montreal, Musée d’Art Contemporain
- 1983: Antwerpen, International Cultural Center
- 1989: Tokyo: The Seibu Museum of Art–Yurakucho Art Forum. Dogançay
- 1992: St. Petersburg: The State Russian Museum. Walls and Doors 1990–1991
- 1993: Istanbul: Atatürk Cultural Center. Walls 1990–1993
- 2000: New York: The Brooklyn Historical Society. Bridge of Dreams.
- 2001: Istanbul: Dolmabahçe Cultural Center. Dogançay: A Retrospective (Organized by Dr. Nejat F. Eczacıbaşı Foundation)
- 2001: Athens, Ohio: Kennedy Museum of Art–Ohio University. Dogançay–Wall Paintings from the Museum Collection
- 2003: Siegen: Siegerlandmuseum. Walls of the World
- 2012: Istanbul: İstanbul Modern: Fifty Years of Urban Walls, Retrospektive. Curator: Levent Çalıkoğlu
- 2014: Istanbul: Dogançay Museum. Picture the World: Burhan Dogançay as Photographer
- 2016: Essen: Museum Folkwang. New to the collection: Burhan Dogancay
- 2016: Ankara: CER Modern. Picture the World: Burhan Dogançay as Photographer
- 2016: Lissabon: Centro Cultural de Belém. Picture the World: Burhan Dogançay as Photographer
- 2016: Taipei: National Museum of History. Picture the World: Burhan Dogançay as Photographer
- 2017: Siegen: Siegerlandmuseum. Ohne Netz und Boden
- 2017: Wien: Albertina. Burhan Dogançay (Arbeiten auf Papier)
- 2018: Leverkusen: Museum Morsbroich. Zeichen an der Wand
- 2018: Tucson/AZ: University of Arizona Museum of Art. Picture the World: Burhan Dogançay as Photographer

### Gruppenausstellungen (Auswahl)
- 1972: New York: Pace Gallery. Printmakers at Pace
- 1977: New York: The Solomon R. Guggenheim Museum. From the American Collection
- 1983: Washington: The National Museum of Natural History, Smithsonian Institution
- 1987: Istanbul: 1. Istanbul Biennale
- 1999: New York: Museum of the City of New York, The New York Century: World Capital, Home Town, 1900–2000
- 2006: Fredonia, N.Y.: Rockefeller Arts Center Art Gallery. Connoisseurship
- 2009: Museum der Moderne Salzburg. SPOTLIGHT
- 2009: Biel/Bienne: CentrePasquArt. Collage–Décollage: Dogançay–Villeglé
- 2009: Berlin: Martin-Gropius-Bau. Istanbul Next Wave
- 2010: London: British Museum. Modern Turkish Art at the British Museum
- 2010: Minneapolis, MN: Walker Art Center, Perlman Gallery. 50/50: Audience and Experts Curate the Paper Collection
- 2012: Vienna: Belvedere, Orangerie. Kokoschka sucht einen Rahmen
- 2012: Maastricht: Bonnefantenmuseum. Different Impressions, Changing Traditions
- 2013: Boston: Museum of Fine Arts, Boston. Uncontainable Portraits
- 2013: Doha: Bahrain National Museum. Istanbul Modern-Bahrain
- 2013: Grenoble: Musée de Grenoble – Bibliothèque Teisseire-Malherbe, Les Mots dans l’Art
- 2013: Zurich: Museum Haus Konstruktiv. Hotspot Istanbul
- 2013: Minneapolis: Weisman Art Museum. Reviewing The Real
- 2013: New York: The Metropolitan Museum of Art. Fifty Years of Collecting Islamic Art
- 2014: Boston: Museum of Fine Arts. National Pride (and Prejudice)
- 2015: Stockholm: Moderna Museet. A Larger World
- 2015: Istanbul: Istanbul Museum of Modern Art. Artists in Their Time
- 2015: Leverkusen: Museum Morsbroich. Eddie Murphy und die Milk-Brothers
- 2016: Los Angeles: Los Angeles County Museum of Art. Islamic Art Now, Part 2
- 2016: Istanbul: Elgiz Museum. Faces & Masks
- 2016: Purchase/NY: Neuberger Museum of Art. Post No Bills: Public Walls as Studio and Source
- 2016: Genf: Musee d’Art et d’Histoire. Regard de Guru
- 2017: Minneapolis: Weisman Art Museum. Prince from Minneapolis
- 2017: Wolfsburg: Kunstmuseum Wolfsburg. Im Käfig der Freiheit
- 2017: Saint-Paul-de-Vence: Fondation Maeght. Is this how men live?
- 2018: Ankara: Evliyagil Museum. Icons of Thinking: Images and Texts
- 2019: Wien: Albertina. Warhol to Richter
- 2019: Istanbul: Istanbul Modern. The Event of a Thread: Global Narratives in Textiles
- 2019: Wolfsburg: Kunstmuseum Wolfsburg. Now is the Time
- 2019: Genf: MAMCO Musée d'art moderne et contemporain: Collection(s)
- 2020: London: Tate Gallery of Modern Art. Materials and Objects: Collage
- 2021: London: British Museum. Reflections: Contemporary Art of the Middle East and North Africa